# Rudolph (Ohio)
Rudolph é um lugar designado pelo censo localizado no condado de Wood no estado estadounidense de Ohio. No Censo de 2010 tinha uma população de 458 habitantes e uma densidade populacional de 215,92 pessoas por km².

## Geografia
Rudolph encontra-se localizado nas coordenadas 41° 17′ 47″ N, 83° 39′ 50″ O. Segundo o Departamento do Censo dos Estados Unidos, Rudolph tem uma superfície total de 2.12 km², da qual 2.12 km² correspondem a terra firme e (0%) 0 km² é água.

## Demografia
Segundo o censo de 2010, tinha 458 pessoas residindo em Rudolph. A densidade populacional era de 215,92 hab./km². Dos 458 habitantes, Rudolph estava composto pelo 89.96% brancos, 0% eram afroamericanos, 0.22% eram amerindios, 0% eram asiáticos, 0% eram insulares do Pacífico, 3.71% eram de outras raças e o 6.11% pertenciam a duas ou mais raças. Do total da população 8.95% eram hispanos ou latinos de qualquer raça.